# زيروقى حزامية
زيروقى حزامية (الاسم العلمي:Glaucocystis cingulata) هي نوع من الطحالب الزرقاء يتبع جنس الزيروقى من الفصيلة الزيروقات.